# 953
953 је била проста година.

## Догађаји
- Битка код Мараша: Емир Саиф ал-Давла маршира на север на територије Византијског царства и пустоши село Малатије (модерна Турска). На повратку прелази реку Еуфрат и пресреће византијску војску коју је предводио Варда Фока Старији, у близини Мараша. Византинци су поражени; Сам Варда се једва извукао интервенцијом пратилаца. Његов син Константин Фока, гувернер Селевкије, је заробљен и држан у заробљеништву у Алепу, све до своје смрти.
- Лиудолф, војвода од Швапске, и његов зет Конрад Црвени устају против краља Отона I. Отон и његова војска не успевају да заузму градове Мајнц и Аугзбург. Лиудолфа и Конрада проглашава одметницима у одсуству. Његов брат Бруно I, надбискуп Келна, враћа краљевску власт у Лорени, али неки од побуњених војвода добијају подршку од Мађара. Они користе прилику да нападну Баварску.
- 19. март – калиф Исмаил ел Мансур умире након тешке болести. Наследио га је његов 21-годишњи син ел-Муиз ли-Дин Алах на месту владара Фатимидског калифата. Његов ауторитет је признат над већином онога што ће касније бити Алжир, Мароко и Тунис.